# Myrmechis quadrilobata
Myrmechis quadrilobata är en orkidéart som först beskrevs av Rudolf Schlechter, och fick sitt nu gällande namn av André Schuiteman. Myrmechis quadrilobata ingår i släktet Myrmechis och familjen orkidéer.
Artens utbredningsområde är Sulawesi. Inga underarter finns listade i Catalogue of Life.